# Renato Pagni
Renato Pagni (Bientina, 23 marzo 1902 – Pisa, 5 febbraio 1981) è stato un politico italiano.

## Biografia
Insegnante di liceo ed esponente della Democrazia Cristiana, nel 1958 fu candidato al Senato senza risultare eletto, ma divenne poi senatore nel febbraio 1960, subentrando al defunto Adone Zoli. Terminò il mandato parlamentare nel 1963.
Fu sindaco di Pisa per quattro volte - comprese fra il 1951 e il 1967 - restando in carica per un periodo complessivo pari a circa 10 anni.
Morì all'età di 78 anni il 5 febbraio 1981.